# Parwiz Hadi
Parwiz Hadi (pers. پرويز هادي; ur. 16 listopada 1987) – irański zapaśnik w stylu wolnym. Brązowy medalista mistrzostw świata w 2018. Złoty medalista na igrzyskach azjatyckich w 2014 i 2018. Trzy razy sięgał po tytuł mistrzowski w Azji – w 2012, 2013 i 2016, a w 2020 zajął trzecie miejsce. Pierwszy w Pucharze Świata w 2014, 2015 i 2016 i jedenasty w 2012. Akademicki wicemistrz świata w 2012. Trzeci na uniwersjadzie w 2013 roku.